# Sân vận động Dolen Omurzakov
Sân vận động Dolen Omurzakov là một sân vận động đa năng ở Bishkek, Kyrgyzstan. Sân hiện đang được sử dụng chủ yếu cho các trận đấu bóng đá. Sân vận động có sức chứa 23.000 chỗ ngồi. Hiện tại, đây là sân nhà của đội tuyển bóng đá quốc gia Kyrgyzstan, Dordoi Bishkek và Alga Bishkek. Sân trước đây có tên gọi là Sân vận động Spartak.

## Các trận đấu bóng đá quốc tế
| Ngày                | Giải đấu | Đội #1     | Kết quả | Đội #2    |
| ------------------- | -------- | ---------- | ------- | --------- |
| 6 tháng 9 năm 2018  | Giao hữu | Kyrgyzstan | 1–1     | Palestine |
| 10 tháng 9 năm 2018 | Giao hữu | Kyrgyzstan | 2–1     | Syria     |